# Firozpur (distrikt)
Firozpur är ett distrikt i Indien.   Det ligger i delstaten Punjab, i den norra delen av landet, 400 km nordväst om huvudstaden New Delhi. Antalet invånare är 2 029 074. Arean är 5 305 kvadratkilometer. Ferozepur gränsar till Fazilka, Kapurthala och Faridkot.
Terrängen i Ferozepur är platt.
Följande samhällen finns i Ferozepur:
- Abohar
- Fīrozpur
- Zira
- Jalālābād
- Talwandi Bhai
- Guru Har Sahāi
- Makhu